# William Cox
William Cox CvTE (Irlanda, 1777 - ?) foi um militar irlandês. Cunhado de Beresford, veio para Portugal durante a Guerra Peninsular. Era Tenente coronel no Exército Britânico quando foi alistado no Exército Português, a 14 de Junho de 1809, com a patente de Coronel. Foi nomeado comandante do Regimento de Infantaria nº 24 (RI 24).
Participou nas campanhas de 1808 (Primeira Invasão Francesa) e 1809 (Segunda Invasão Francesa). Em 1810, no início da Terceira Invasão Francesa, quando o Corpo de Exército do Marechal Ney pôs cerco à fortaleza de Almeida, Cox era o governador da mesma. O seu regimento (RI 24) era a única unidade de linha que fazia parte da guarnição. Com a capitulação da praça, Cox foi enviado para França, juntamente com outros oficiais, como prisioneiro de guerra.
Após terem terminado as hostilidades e ter sido libertado, regressou ao serviço no Exército Português e, por decreto de 3 de Janeiro de 1816, foi promovido ao posto de Brigadeiro, com a antiguidade de 3 de Maio de 1811, e a Marechal de Campo, com antiguidade de 12 de Outubro de 1815. A 3 de Abril de 1819, solicitou a sua demissão do serviço no Exército Português e regressou ao Reino Unido.
Foi agraciado com o grau de Cavaleiro da Ordem Militar de Torre e Espada, em 6 de Dezembro de 1814, pela sua dedicação à causa da Guerra Peninsular.